# Tonya Nero
Tonya Nero (ur. 27 listopada 1988) – trynidadzko-tobagijska lekkoatletka specjalizująca się w biegach długich.
W 2012 zdobyła dwa srebrne medale (w rywalizacji indywidualnej oraz drużynowej) podczas mistrzostw strefy NACAC w biegach przełajowych oraz zajęła 27. miejsce na mistrzostwach świata w półmaratonie.
Rekordy życiowe: bieg na 5000 metrów – 16:19,17 (16 kwietnia 2011, Wichita); bieg na 10 000 metrów – 33:11,71 (25 marca 2011, Stanford); półmaraton – 1:15:13 (6 października 2012, Kawarna). Wszystkie rezultaty biegaczki są aktualnymi rekordami Trynidadu i Tobago.

## Osiągnięcia indywidualne
| Rok  | Impreza                                  | Miejsce       | Konkurencja           | Lokata      | Wynik   |
| ---- | ---------------------------------------- | ------------- | --------------------- | ----------- | ------- |
| 2012 | Mistrzostwa NACAC w biegach przełajowych | Port-of-Spain | bieg seniorek na 6 km | 2. miejsce  | 20:33   |
| 2012 | Mistrzostwa świata w półmaratonie        | Kawarna       | półmaraton            | 27. miejsce | 1:15:13 |